# Opactwo Cong
Opactwo Cong (irl. Cúnga Fheichín) – irlandzkie opactwo położone w Cong na granicy hrabstw Galway i Mayo. 
Jego pozostałości zostały wpisane na listę narodowych zabytków Irlandii.

## Charakterystyka
Opactwo znajduje się nad rzeką Cong i zajmuje dość znaczny obszar. W czasach świetności znajdował się tam szpital, schronienie dla biednych i głodujących, a także szkoła, w której kształciło się około trzech tysięcy uczniów.
Pierwotnie klasztor zbudowano w stylu romańskim, ale późniejsze przeróbki nadały mu gotycki wygląd. Obecny kościół oraz fragmenty krużganków powstały prawdopodobnie podczas przebudowy w XIII wieku. Z wcześniejszego okresu pochodzi północne wejście do kościoła oraz wschodnie przejście z klasztoru na krużganek. W ścianie między prezbiterium a starą zakrystią znajduje się łukowata nisza, które jak się przyjmuje mogła pełnić funkcję sedilii. Tuż obok wystawał ze ściany kamień, który według miejscowej ludności miał uzdrawiającą moc. Na zachodniej fasadzie opactwa zachowały się gotyckie drzwi, romańskie okna oraz inne zdobienia. Nad rzeką Cong, która przepływa przez teren klasztoru, wzniesiono na kamiennej platformie także mały domek rybacki dla mnichów. Powstał on między 1400 a 1550 rokiem.

## Historia

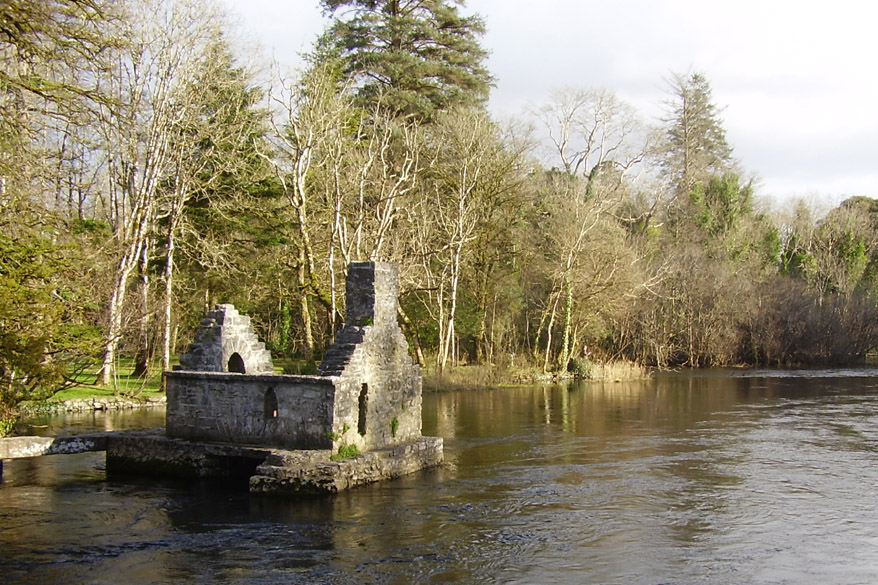
Domek rybacki dla mnichów

Pierwszy klasztor został zbudowany około 623 roku. Jego budowniczym miał być św. Féchín, który wzniósł kościół pod wezwaniem Najświętszej Maryi Panny. Podczas synodu w Rath Breasill w 1010 roku w Cong ustanowiono biskupstwo. Pierwsze budowle przetrwały do 1114 roku, kiedy to zniszczył je ogień. Kroniki Czterech Mistrzów wspominają, że po tej dacie Cong podupadło i straciło status biskupstwa. Dwadzieścia lat później Tairdelbach Ua Chonchobair (Turlough O'Conor), władca Connachtu i wielki król Irlandii odbudował kościół i na nowo założył opactwo. W 1137 roku najeźdźcy z Munsteru zniszczyli budynki, ale Chonchobair ponownie je odbudował.
Po normandzkiej inwazji w 1169 roku, syn Chonchobaira, Ruaidrí Ua Conchobair zaczął tracić władzę nad krajem. Postanowił przenieść się do Cong, gdzie wzniósł nowe budynki opactwa i spędził tam ostatnie 15 lat swojego życia. Gdy zmarł w 1198 roku został, według tradycji, pochowany pod oknem prezbiterium. Krótko po tym, został jednak ekshumowany i pogrzebany na terenie klasztoru w Clonmacnoise. W opactwie Cong zostali natomiast pochowani członkowie jego rodziny: syn Maurice the Canon, córka Nuala oraz siostra Fionnuala. Później spoczęły tam również osoby z wpływowego rodu de Bermingham oraz wiele innych znaczących postaci, w tym opaci Niahol i Gillebard O’Duffy. Ich rodzina była związana z opactwem od około 1097 do 1501 roku.
W 1205 roku do władzy doszedł nieślubny syn króla Conchobaira – Cathal, który przebudował opactwo, a kościół poświęcił Matce Bożej Różańcowej. Pomimo wielu najazdów i pożarów klasztor przetrwał do 1542 roku, kiedy to został rozwiązany przez Henryka VIII. Mimo to kolejni opaci pozostawali na jego terenie i pełnili rolę parafialnych księży. Przez wieki opactwo popadło w ruinę i dopiero w XIX wieku zaczęło odzyskiwać dawny wygląd za sprawą Benjamina Lee Guinnessa, który rozpoczął jego renowację. Duży wkład w przywracanie dawnej świetności miała również rodzina Foyów, której członkowie byli rzeźbiarzami oraz murarzami od pokoleń związanymi z opactwem.